# 數字健康
数字健康（英文：Digital Health，或稱數位健康）是一门学科，包括数字护理项目，技术与健康、医疗卫生、生活和社会，這門學科的目的是提高医疗服务的效率，使医学更加个性化和精确。這門學科引入信息化和通信技术手段来促进医學發展。
自1990年以来，全世界開始越來越多地使用电子医疗记录。 数字健康是一个多学科领域，涉及许多從業者，例如临床医生、研究人员和科学家，他们在医疗保健、工程、社会科学、公共卫生、健康经济学和数据管理方面具有不少专业知识。
数字医疗技术包括计算机硬件和软件解决方案和服务，包括遠距醫療、可穿戴技术、增强现实和虚拟现实。 一般来说，数字健康将卫生系统互联起来，並促進计算技术、智能设备、计算分析技术的使用，帮助醫事人員及病人更好地管控疾病和健康风险。
虽然数字医疗平台有不少優點，但批评者警告说，个人健康数据方面的隐私可能受到侵犯，因此對自己隱私在意之人对数字医疗系统可能會不信任和有所犹豫。